# Ixora baileyana
Ixora baileyana är en måreväxtart som beskrevs av Diane Mary Bridson och L.G.Adams. Ixora baileyana ingår i släktet Ixora och familjen måreväxter. Inga underarter finns listade i Catalogue of Life.